# Origny
Origny település Franciaországban, Côte-d’Or megyében. Lakosainak száma 53 fő (2022. január 1.). Origny Brémur-et-Vaurois, Saint-Marc-sur-Seine, Bellenod-sur-Seine és Busseaut községekkel határos.

## Népesség
A település népességének változása:
| Lakosok száma | 69   | 41   | 42   | 35   | 49   | 52   | 51   | 51   | 52   | 53   |
|               | 1968 | 1982 | 1990 | 2006 | 2013 | 2015 | 2017 | 2019 | 2020 | 2022 |